# Hlavács Győző
Hlavács Győző (1926. május 26. – 1993) magyar labdarúgó.
1947-ben nyolc-nyolc bajnoki mérkőzést játszott tavasszal és ősszel. Hol a jobb-, hol balszélső poszton szerepelt. 1948-ban a Kaposvári Rákóczihoz igazolt. 1950 nyarán az Magyar Pamut játékosa lett.

## Sikerei, díjai
Ferencvárosi TC
- Magyar bajnokság
  - bronzérmes: 1947–48